# メッツァーナ・モルティリエンゴ
メッツァーナ・モルティリエンゴ（伊: Mezzana Mortigliengo）は、イタリア共和国ピエモンテ州ビエッラ県にある、人口約500人の基礎自治体（コムーネ）。

## 地理

### 位置・広がり
| 隣接するコムーネは以下の通り。 - カザピンタ - クリーノ - ストローナ - ヴァルディラーナ (ソプラーナ、トリヴェーロ) |

## 行政

### 分離集落
メッツァーナ・モルティリエンゴには、以下の分離集落（フラツィオーネ）がある。
Bonda, Cereie, Fangazio, Mino, Mondalforno, Montaldo, Ramazio, Sant'Antonio Mina Mazza, Sola, Ubertino